# Pastor Bonus
Pastor Bonus é uma Constituição Apostólica promulgada pelo Papa João Paulo II, em 28 de junho de 1988. Ela institui um conjunto de reformas no processo de funcionamento do governo central da Igreja Católica, como o artigo 1º que estabelece que "A Cúria Romana é o complexo de dicastérios e institutos que ajudam o Romano Pontífice, no exercício das suas funções durante (...) o bom e serviço de toda a Igreja e das Igrejas particulares. Portanto, reforça a unidade da fé e na comunhão do Povo de Deus e promove a missão própria da Igreja no mundo".
O Pastor Bonus define os papéis das diversas secretarias, congregações, Conselhos Pontifícios, Comissões Pontifícias, tribunais, e outros escritórios da Santa Sé. Além disso, estabelece as normas para a visita ad limina, e as relações entre a Santa Sé e as Igrejas particulares e Conferências Episcopais.
Entre as alterações formuladas na constituição foi a reintegração do Conselho de Assuntos Públicos da Igreja para a Secretaria de Estado como a Seção de Relações com os Estados (a Segunda Seção). O Conselho de Assuntos Públicos da Igreja tinha sido anteriormente uma parte da Secretaria de Estado, mas tornou-se um discatério independente no pontificado de Paulo VI em 1967.
A constituição também permititu que presbíteros, diáconos, religiosos e leigos participassem dos dicastérios. Durante séculos, apenas cardeais eram elegíveis para participarem nos órgãos da Santa Sé, com exceção do papa Paulo VI, que permitiu que bispos diocesanos fossem membros de colegialidade, no Concílio Vaticano II. O Pastor Bonus continuou a abertura dos órgaõs da igreja, permitindo que todos os fiéis tivessem um papel na Cúria Romana.